# En Gehé
Le en gehé (au pluriel  'n gehén) est un jeu de société combinatoire abstrait d'origine africaine et particulièrement pratiqué par les Masaï Loitha et Kisonga du nord de la Tanzanie. C'est un jeu de la famille mancala, ensemble de jeux africains de type « compter et capturer » dans lesquels on distribue des cailloux, graines ou coquillages dans des coupelles ou des trous, parfois creusés à même le sol. C'est donc un jeu proche de l'awélé, ce dernier étant aujourd'hui le plus connu et pratiqué des jeux mancala en Occident. La particularité de l'en gehé est de se jouer en équipe.

## La légende
Les Masaï disent que ce jeu fut inventé par Sindillo, le fils de Matoumbé qui était le premier homme sur Terre.

## La pratique
Ce jeu est le plus populaire chez les Masaï. C'est le jeu des guerriers et comme le veut la tradition, seuls les hommes peuvent y jouer, généralement par équipes de huit. Le jeu se joue à même le sol, sur un amas de sable dans lequel on creuse les trous servant à recevoir les pois (ou graines) d'un arbuste nommé Guilandina bonduc, arbuste de la famille des Fabacées.

## Les règles
Le en gehé se joue traditionnellement sur un terrain (ou planche de jeu) contenant deux rangées de 40 à 50 trous chacune.
Chaque équipe, généralement composée de huit joueurs, contrôle une rangée. Chaque trou contient au début du jeu quatre graines. Selon la taille du terrain de jeu, il faut donc entre 320 et 400 graines.
Bien sûr, il n'est pas rare que des Masaï jouent à deux ou à quatre. Ils adaptent alors le nombre de trous et de graines. 
Les Masaï jouent de gauche à droite, ou comme l'on dit en sens inverse des aiguilles d'une montre.
- Un tour se joue de la façon suivante:

1. un joueur prend toutes les graines d'un des trous de son camp puis il les dépose dans tous les trous qui suivent directement celui dans lequel il a pioché ses graines (on dépose obligatoirement une graine dans chaque trou suivant celui dans lequel on a pioché).
2. Si la dernière graine déposée tombe dans un trou qui n'est pas vide, les graines de ce trou sont distribuées dans un second tour par le joueur.
3. Le tour s'arrête lorsque la dernière graine déposée par le joueur est déposée dans un trou vide.
4. Si la graine est déposée dans un trou vide de la rangée appartenant à l'équipe du joueur, l'équipe récupère le contenu du trou opposé de la rangée adverse. S'il n'y a rien à prendre dans le trou opposé de la rangée adverse, la graine qui a servi à la capture (donc la dernière posée par le joueur dans sa propre rangée) est prise en guise de dédommagement.

- La partie finit lorsque l'une des deux équipes ne peut plus bouger de graines.
- Les graines restées à la fin de la partie sur le terrain (ou planche de jeu) sont capturées par l'équipe qui a pu bouger la dernière.
- L'équipe gagnante est celle qui a amassé le plus de graines. Il y a match nul si les deux équipes ont amassé le même nombre de graines.

## Vocabulaire masaï duen gehé
- Les trous : (sing. : en gurtóto ; pl. :  'n gurtót)
- Les rangées : (sing. : ol mátua ; pl. : el mátuan)
- Les jetons, généralement des graines de Caesalpinia Bonduc : (sing. : os soid ; pl. : es soido)
- Le Caesalpinia Bonduc : (sing. Ol Gulangulu)